# Prassia
In medicina, con il termine prassia (dal greco praxía ovvero "fare"), si intendono i movimenti corretti e coordinati che un individuo compie per raggiungere un determinato scopo. Spesso viene utilizzato con prefissi per formare parole composte che indicano alcuni stati, spesso patologici, come disprassia, euprassia, paraprassia.